# 4604 Stekarstrom
4604 Stekarstrom (tên chỉ định: 1987 SK) là một vành đai tiểu hành tinh. Nó được phát hiện bởi Kenzo Suzuki và Takeshi Urata ở Toyota (thành phố), Aichi, Nhật Bản, ngày 18 tháng 9 năm 1987. Nó được đặt tên cho Stephen và Karen Strom, hay nhà thiên văn và chụp ảnh Hoa Kỳ.